# Liste von Mühlen an der Buckau
Die Liste von Mühlen an der Buckau beinhaltet Mühlen, die im Verlauf der Buckau und ihren Nebenflüssen standen oder noch stehen. Die Buckau entspringt im Hohen Fläming in der Nähe des Ortes Görzke auf etwa 89 Meter. Die Mündung in den Breitlingsee liegt auf etwa 28 Meter. Die Länge der Buckau wird mit 34,1 Kilometer angegeben.
In der Liste sind die Mühlen von der Quelle zur Mündung genannt.

## Liste

### Buckau
| Name            | Lage              | Stadt/Gemeinde           | Ortsteil | Bemerkungen                                                                 | Bild |
| --------------- | ----------------- | ------------------------ | -------- | --------------------------------------------------------------------------- | ---- |
| Birkenreismühle | Birkenreismühle 1 | Buckautal                | Buckau   | Baudenkmal, 2015 durch Brand schwer beschädigt                              |      |
| Wehlers Mühle   |                   | Buckautal                | Buckau   | Kleinwasserkraftwerk, bis 1989 produzierende Getreidemühle                  |      |
| Herrenmühle     |                   | Ziesar                   | Bücknitz | Ruine, zwischenzeitliche Papierfabrik                                       |      |
| Krügermühle     |                   | Ziesar                   | Bücknitz | Kleinwasserkraftwerk, Museum, ehemalige Industriemühle, Baudenkmal          |      |
| Eulenmühle      |                   | Ziesar                   | Bücknitz | Sägemühle, Kleinwasserkraftwerk                                             |      |
| Viesener Mühle  |                   | Rosenau                  | Viesen   | nach 1940 Mühleneinrichtung an bestehender Staustufe zurückgebaut, Wohnhaus |      |
| Neue Mühle      |                   | Brandenburg an der Havel |          | ab 1905 abgerissen, Staustufe erhalten                                      |      |

### Geuenbach
| Name              | Lage | Stadt/Gemeinde | Ortsteil  | Bemerkungen | Bild |
| ----------------- | ---- | -------------- | --------- | ----------- | ---- |
| Köpernitzer Mühle |      | Ziesar         | Köpernitz |             |      |

### Kobser Bach
| Name         | Lage | Stadt/Gemeinde | Ortsteil | Bemerkungen | Bild |
| ------------ | ---- | -------------- | -------- | ----------- | ---- |
| Kobser Mühle |      | Ziesar         |          |             |      |

### Verlorenwasser
| Name                     | Lage | Stadt/Gemeinde | Ortsteil     | Bemerkungen | Bild |
| ------------------------ | ---- | -------------- | ------------ | --- | ---- |
| Wenzlower Mühle          |      | Wenzlow        |              | stillgelegt, Wohnhaus |      |
| Puffsmühle               |      | Wollin         |              | Mühle zurückgebaut, Wohnhaus |      |
| Grüne Aue                |      | Wollin         |              | |      |
| Friesdorfer Mühle        |      | Wollin         |              | ehemalige Papiermühle, als Sägemühle genutzt, Tischlerei                                                                                                   |      |
| Wassermühle Gräben       |      | Gräben         |              | in den 1970er Jahren wurden die Wasserräder entfernt, in den 1980er Jahren der Mühlbetrieb eingestellt, ehemals durch Mühle angetriebenes Sägewerk besteht |      |
| Wassermühle Hohenspringe |      | Bad Belzig     | Hohenspringe | |      |
| Wassermühle Egelinde     |      | Bad Belzig     | Egelinde     | |      |